# Dorothée de Bulgarie
Dorothée de Bulgarie est une banitsa et reine du Royaume de Bosnie. Elle est la fille du tsar Ivan Sratsimir et sœur du dernier tsar bulgare Constantin II de Bulgarie.

## Biographie
En 1365, les troupes de Louis Ier de Hongrie capturent Ivan Sratsimir, sa femme et ses deux filles. Ils sont détenus quatre ans dans la forteresse Humnik de Bosiljevo et sont forcés de se convertir au catholicisme. Ivan finit par accepter la suzeraineté de Louis et est relâché, tandis que ses filles restent à la cour de Hongrie en tant qu'otages.
En 1374, Dorothée épouse Tvrtko Ier, ban de Bosnie et vassal de Louis Ier. 
Le 26 octobre 1377, Tvrtko est couronné roi de Bosnie. Dorothée devient alors la première reine du pays. Elle serait la mère de Tvrtko II. Elle meurt aux alentours de l'année 1390.